# Aartsbisdom Esztergom-Boedapest
Het Aartsbisdom Esztergom-Boedapest (Latijn: Archidioecesis Strigoniensis-Budapestinensis, Hongaars: Esztergom-Budapesti főegyházmegye) is een in Hongarije gelegen rooms-katholiek aartsbisdom met zetel in de stad Esztergom. De aartsbisschop van Esztergom-Boedapest is metropoliet van de kerkprovincie Esztergom-Boedapest waartoe ook de volgende suffragane bisdommen behoren:
- Bisdom Győr
- Bisdom Székesfehérvár

De aartsbisschop van Esztergom-Boedapest is tevens primaat van Hongarije. Dit is momenteel Péter kardinaal Erdő.
Het aartsbisdom bestaat uit twee steden: Esztergom en Boedapest. Esztergom was lange tijd de belangrijkste stad in Hongarije en de eerste hoofdstad van het Koninkrijk Hongarije (1000-1526) dat een gebied besloeg wat veel groter was dan de huidige republiek. Het bisdom werd opgericht in de 10e eeuw als aartsbisdom Esztergom. De aartsbisschop had de unieke status van vorst-primaat. Op 31 mei 1993 werd het omgedoopt tot aartsbisdom Esztergom-Boedapest.

## Aartsbisschoppen van Esztergom-Boedapest
- 3 maart 1987 - 7 december 2002: László Paskai (tot 1993 aartsbisschop van Esztergom)
- 7 december 2002 - heden: Péter Erdõ

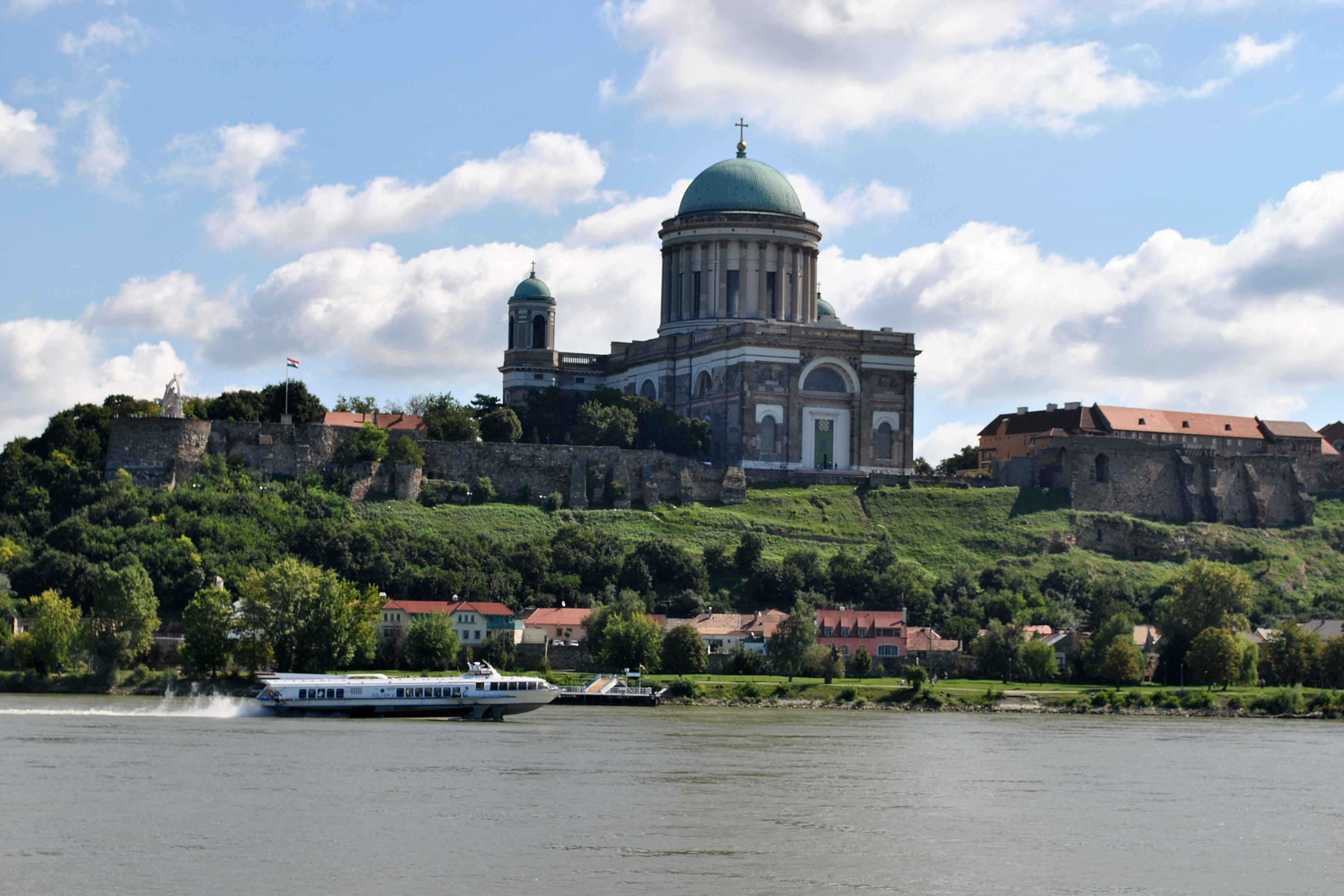
Kathedraal van Esztergom
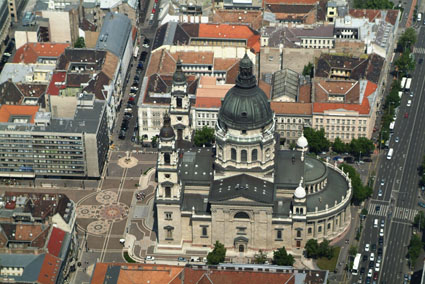
Sint-Stefanusbasiliek in Boedapest, cokathedraal van het aartsbisdom
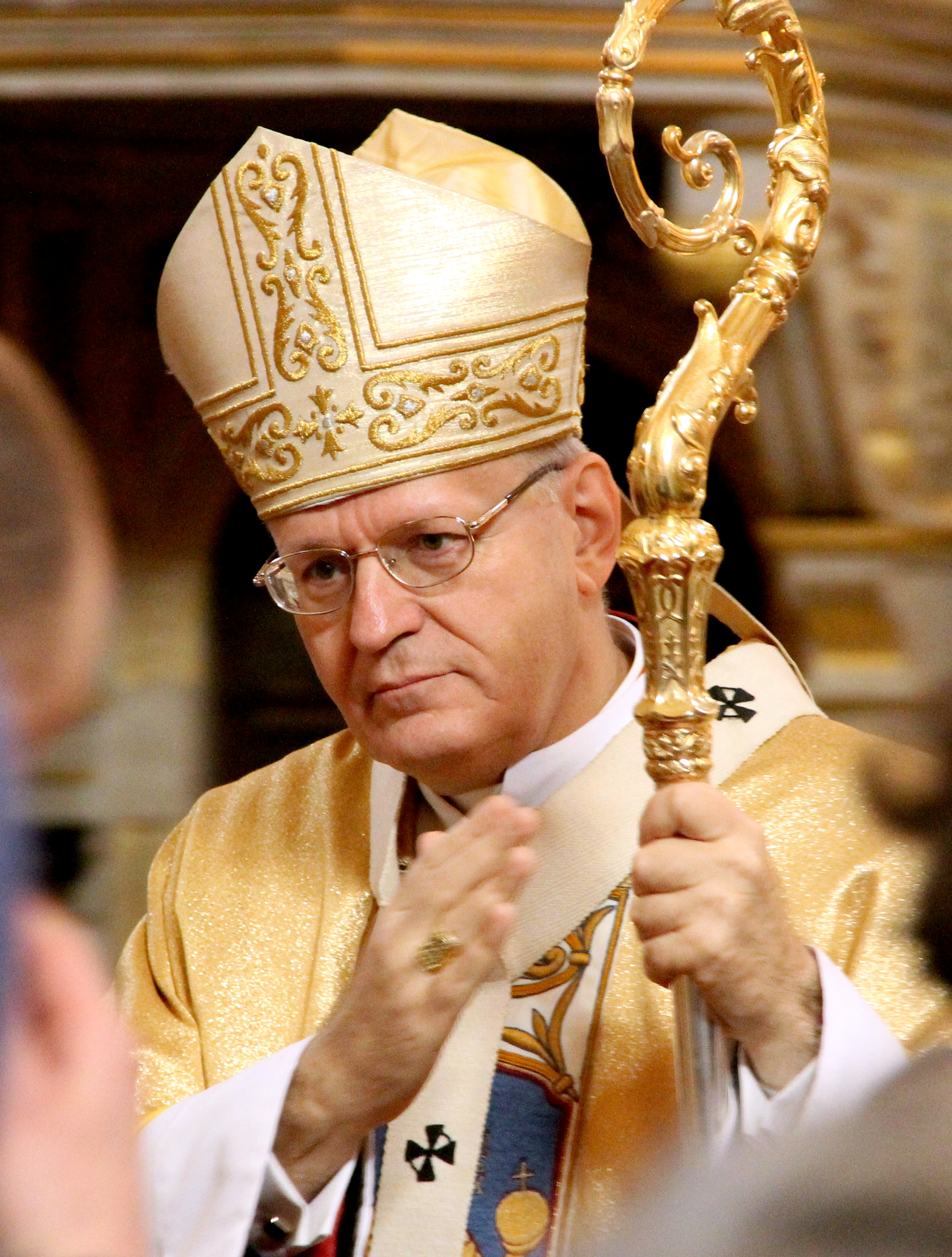
Aartsbisschop Erdõ